# Piaractus
Piaractus é um gênero de peixes serrasalmídeos sul-americanos de água doce. As duas espécies tradicionalmente reconhecidas como Piaractus são muito parecidas e já foram incluídas no gênero Colossoma. A terceira espécie foi descrita em 2019 como uma nova espécie, mas era formalmente considerada uma subpopulação de P. brachypomus.

## Etimologia
O nome do gênero Piaractus tem origem no grego, piar que significa a "gordura" ou "o lado com gordura de um corpo" e aktos que significa "carregar", significando algo como "transportador de gordura".
São vulgarmente conhecidos como "Pacu", palavra originaria do tupi-guarani que significa "comedor rápido".

## Espécies
- Pirapitinga - Piaractus brachypomus (G. Cuvier, 1818)
- Pacu-caranha - Piaractus mesopotamicus (Holmberg, 1887)
- Piaractus orinoquensis Escobar et al., 2019

O gênero Piaractus foi descrito primeiro por Eigenmann, em 1903. Goslin fez a separação do gênero com base na anatomia dos dentes, nadadeira adiposa e características ósseas, em 1951. Em 1961, Nélson marcou novas características como a morfologia da bexiga natatória e anatomia interna.
O gênero se diferenciou do gênero Colossoma porque a bexiga natatória tem sua parte frontal menor que a traseira e essa apresenta apenas uma faixa muscular. Outras características são a presença de seis ou mais dentes especializados na fileira principal da mandíbula inferior  e a nadadeira anal com 28 a 30 raios.
A pirapitinga e o pacu-caranha são espécies muito parecidas, quase indissociáveis morfologicamente. A pirapitinga habita as planícies da Amazônia, ao norte da América do Sul, enquanto o Pacu-caranha é endêmico no sul do continente, nas bacias dos rios Paraná e Paraguai. São espécies altamente especializadas e adaptadas às várzeas e não são encontradas fora desse sistema ecológico. Também não são encontrados em rios de águas negras como o Rio Negro. São ambas espécies onívoras. 
Quando jovens alimentam-se principalmente de plâncton, enquanto adultos comem principalmente alimentos de origem vegetal, embora haja consumo de insetos e outras fontes. Embora P. brachypomus e P. mesopotamicus tenham os mesmos hábitos alimentares, eles ocupam nichos ecológicos diferentes nas águas onde são encontrados. P. brachypomus é mais ativo principalmente no início da manhã, enquanto P. mesopotamicus é mais ativo ao anoitecer.